# 加拿大大律師公會
加拿大大律師公會（縮寫，縮寫）是加拿大國家級別的大律師公會，代表着來自加拿大各地的37,000多名律師、法官、公證人、法律教師及法律學生。

## 歷史

1910 年，安大略省大律師公會（加拿大大律師公會的下屬機構）在多倫多舉行的晚宴。

該公會的第一次年會於1896年在滿地可舉行。然而，加拿大大律師公會自1914年以來一直以目前的形式持續存在。該公會於1921年成立。

## 組職
加拿大大律師公會的全國辦事處設在渥太華。全國辦事處擁有80名工作人員，提供立法監測及聯絡（每年向聯邦提交60至70份意見書）、會籍、繼續法律教育、翻譯、會議協調、會計、數據處理、通訊、印刷及專業服務。公會的網站及數據庫由全國辦事處管理。
決策由加拿大大律師公會執行委員會做出，執行委員會每年召開兩次會議（2月及8月），其中包括代表加拿大各地的大約225名有投票權的會員。執行委員會成員選舉出司庫及第二副會長。
加拿大大律師公會的32個國家分會為個人專業的發展提供了一個論壇。這些分會向協會成員提供有關特定法律領域的信息。與常設委員會、專責小組及會議一起，這些部門為個別律師提供瞭解當前法律發展的機會，並透過新聞通訊、網絡及會議為他們提供訊息。
加拿大大律師公會還隸屬於多個國際公會，包括英聯邦律師公會（Commonwealth Lawyers Association）、國際律師公會（International Bar Association）、美洲律師公會（Inter-American Bar Association）及国际法律家委员会（International Commission of Jurists）。該公會還與美國律師公會保持著密切的聯繫。這些團體的成員為公會提供了有關法律專業近期發展的廣泛意見。

#### 徽章
|  | 備注The arms of the Canadian Bar Association consist of: 飾章A demi-lion Azure gorged with a wing collar holding in the dexter forepaw a bell the sinister forepaw resting on a bowl placed on its edge, all Argent. 盾紋Argent a double ansul Azure within an orle of maple leaves Gules. 扶盾者Two griffins per fess Gules and Ermine winged Argent. 基座A mahogany panel proper set with a bar Or 銘言Honestas Collegii Fundamentum Iustitiae (The integrity of the profession is the foundation of justice) |

## 外部連結
- 加拿大大律师公會官方網站 （页面存档备份，存于）
- 安大略省大律师公會 （页面存档备份，存于）